# 渥美電鉄ED1形電気機関車
渥美電鉄ED1形電気機関車（あつみでんきてつどうED1がたでんききかんしゃ）は、渥美電鉄が新製した直流用電気機関車。幾度かの改番を経て、晩年はデキ200形と改称されていた。

## 概要
1939年（昭和14年）に新製された電気機関車である。架線電圧600V専用の車両で木南車輌製造製、凸字形で、軸配置はB+B、出力は194kWであった。
1940年（昭和15年）、渥美電鉄は名古屋鉄道に吸収合併され、名古屋鉄道渥美線となる。合併に際して本形式はデキ150形151に改称される。
1954年（昭和29年）、渥美線は豊橋鉄道に譲渡されると、デキ150形151も譲渡される。形式番号はそのままであったが、1968年（昭和43年）にデキ200形201に改称する。その後、台車をブリル27からC12への変更、前照灯をシールドビーム2灯に変更などの改良がされている。
貨物輸送の他、花田操車場（花田貨物駅ともいう。現・花田信号所。新豊橋駅 - 柳生橋駅間）での貨車の入換、日本国有鉄道との貨車の受け渡しに従事していた。
1984年（昭和59年）、豊橋鉄道の貨物営業の廃止により、廃車となる。廃車後はワム20形（21）貨車とともに伊良湖フラワーセンターで静態保存されていたが、2005年（平成17年）に伊良湖フラワーセンターが閉鎖された際に撤去された。